# Reux
Reux és un municipi francès situat al departament de Calvados i a la regió de Normandia. L'any 2007 tenia 327 habitants.

## Demografia

### Població
El 2007 la població de fet de Reux era de 327 persones. Hi havia 121 famílies de les quals 35 eren unipersonals (8 homes vivint sols i 27 dones vivint soles), 35 parelles sense fills i 51 parelles amb fills.
La població ha evolucionat segons el següent gràfic:
Habitants censats

### Habitatges
El 2007 hi havia 161 habitatges, 128 eren l'habitatge principal de la família, 26 eren segones residències i 7 estaven desocupats. 149 eren cases i 12 eren apartaments. Dels 128 habitatges principals, 79 estaven ocupats pels seus propietaris, 38 estaven llogats i ocupats pels llogaters i 12 estaven cedits a títol gratuït; 1 tenia una cambra, 9 en tenien dues, 21 en tenien tres, 30 en tenien quatre i 67 en tenien cinc o més. 119 habitatges disposaven pel capbaix d'una plaça de pàrquing. A 50 habitatges hi havia un automòbil i a 76 n'hi havia dos o més.

### Piràmide de població
La piràmide de població per edats i sexe el 2009 era:
| Homes | Edats   | Dones |
| ----- | ------- | ----- |
| 0     | 95 o +  | 0     |
| 1     | 90 a 94 | 1     |
| 1     | 85 a 89 | 1     |
| 0     | 80 a 84 | 0     |
| 5     | 75 a 79 | 2     |
| 5     | 70 a 74 | 3     |
| 1     | 65 a 69 | 6     |
| 3     | 60 a 64 | 1     |
| 10    | 55 a 59 | 8     |
| 12    | 50 a 54 | 7     |
| 13    | 45 a 49 | 12    |
| 11    | 40 a 44 | 16    |
| 11    | 35 a 39 | 11    |
| 9     | 30 a 34 | 8     |
| 8     | 25 a 29 | 7     |
| 9     | 20 a 24 | 7     |
| 13    | 15 a 19 | 8     |
| 9     | 10 a 14 | 6     |
| 9     | 5 a 9   | 7     |
| 6     | 0 a 4   | 4     |

## Economia
El 2007 la població en edat de treballar era de 228 persones, 180 eren actives i 48 eren inactives. De les 180 persones actives 170 estaven ocupades (86 homes i 84 dones) i 12 estaven aturades (5 homes i 7 dones). De les 48 persones inactives 23 estaven jubilades, 16 estaven estudiant i 9 estaven classificades com a «altres inactius».

### Ingressos
El 2009 a Reux hi havia 129 unitats fiscals que integraven 343,5 persones, la mediana anual d'ingressos fiscals per persona era de 19.376 €.

### Activitats econòmiques
Dels 25 establiments que hi havia el 2007, 1 era d'una empresa alimentària, 1 d'una empresa de fabricació d'elements pel transport, 2 d'empreses de fabricació d'altres productes industrials, 7 d'empreses de construcció, 4 d'empreses de comerç i reparació d'automòbils, 1 d'una empresa de transport, 1 d'una empresa financera, 4 d'empreses de serveis, 1 d'una entitat de l'administració pública i 3 d'empreses classificades com a «altres activitats de serveis».
Dels 6 establiments de servei als particulars que hi havia el 2009, 1 era una funerària, 1 paleta, 1 guixaire pintor, 2 fusteries i 1 lampisteria.
L'únic establiment comercial que hi havia el 2009 era una carnisseria.
L'any 2000 a Reux hi havia 11 explotacions agrícoles que ocupaven un total de 424 hectàrees.

## Equipaments sanitaris i escolars
El 2009 hi havia una escola maternal integrada dins d'un grup escolar amb les comunes properes formant una escola dispersa.

## Poblacions més properes
El següent diagrama mostra les poblacions més properes.